# Crung Kumbang
Crung Kumbang is een bestuurslaag in het regentschap Bireuen van de provincie Atjeh, Indonesië. Crung Kumbang telt 230 inwoners (volkstelling 2010).